# القومة (الحديدة)

تعديل مصدري - تعديل

القومة هي إحدى قرى مديرية بيت الفقيه، التابعة لمحافظة الحديدة اليمنية، بلغ تعداد سكانها 1298 نسمة حسب الإحصاء الذي جرى عام 2004.